# 哈兰省
哈兰省（瑞典語：Hallands län）位于瑞典西海岸，与西约塔兰省、延雪平省、克鲁努贝里省和斯科讷省相邻，西面是卡特加特海湾。

## 市镇
哈兰省下分为六个市镇：
- 孔斯巴卡市镇 - Kungsbacka
- 瓦尔贝里市镇 - Varberg
- 法尔肯贝里市镇 - Falkenberg
- 哈尔姆斯塔德市镇 - Halmstad
- 拉霍尔姆市镇 - Laholm
- 许尔特市镇 - Hylte